# Snorfiets
Een snorfiets is een gemotoriseerd voertuig op twee wielen met een relatief lage snelheid, vergeleken met de gewone bromfiets en de motorfiets. Een snorfiets is een bromfiets, maar niet elke bromfiets is een snorfiets.

## Nederland
Het Reglement verkeersregels en verkeerstekens 1990 definieert een snorfiets als bromfiets die blijkens de gegevens in het kentekenregister is geconstrueerd voor een snelheid die niet meer bedraagt dan 25 km per uur, met uitzondering van de speedpedelec, met dien verstande dat ook een aangewezen bijzondere bromfiets een snorfiets is.
De snorfiets is in 1976 geïntroduceerd naar aanleiding van de verplichting voor bromfietsrijders om een valhelm te dragen. Met name vrouwen hadden daar moeite mee omdat zij vreesden voor hun kapsel. Ook voelden sommige plattelandsvrouwen in klederdracht zich gedupeerd. Een gevolg was dat de verkoop van brommers kelderde. In de eerste helft van 1975 werden nog maar 59.000 brommers verkocht tegen 120.000 een jaar eerder in dezelfde periode. Brommerfabrikanten als Sparta en Batavus vroegen daarom samen met hun belangenclub, de RAI, aan de Nederlandse overheid om in navolging van Duitsland een snorfiets in te voeren. Dit verzoek werd door Minister Westerterp gehonoreerd. Hij stelde 20 km/h als maximumsnelheid, 50 kg als maximumgewicht, 1 paardenkracht als vermogen, een doorstapframe en 12 inch-wielen voor.
De Regeling voertuigen bepaalt dat: "de door de constructie bepaalde maximumsnelheid niet meer mag bedragen dan de op het kentekenbewijs of in het kentekenregister vermelde maximum-constructiesnelheid, vermeerderd met 5 km/h". Aldus mogen snorfietsen niet sneller kunnen dan 30 km/h. De maximum-rijsnelheid is echter 25 km/h, zowel binnen als buiten de bebouwde kom.
Een snorfiets is verkrijgbaar in tal van uitvoeringen, variërend van modellen die sprekend op andere bromfietsen lijken (waaronder snorscooters) tot types die qua uitvoering een fiets met hulpmotor zijn, zoals de Spartamet. Deze heeft een kleine hulpmotor (30 cc) en een beperkt vermogen van 0,7 pk (0,5 kW). Inmiddels is het beeld van snorfietsen veranderd. De meeste snorfietsen van tegenwoordig hebben een motor van 50 cc en een vermogen van 2 tot 4 kW. Fabrikanten bieden modellen aan die zowel in 25 km/h (snor) als 45 km/h (brom) uitvoering verkrijgbaar zijn. Voor de snorfietsuitvoering wordt het vermogen teruggebracht door begrenzende voorzieningen.

### Populariteit
De eigendom van snorfietsen komt wel, voor ruim driekwart, voor rekening van 20-plussers. Sinds 2012 zijn er meer snorfietsen dan bromfietsen. Het aantal verkochte snorfietsen bestaat naar schatting voor ruim driekwart uit snorscooters. Op 1 januari 2019 telde Nederland officieel 748.917 snorfietsen, bijna een verdubbeling ten opzichte van tien jaar eerder. De verkoop van nieuwe snorfietsen in 2018 is wel afgenomen met 22% ten opzichte van het jaar ervoor.

### Regels (o.a. helmplicht)
Voor berijders van snorfietsen in Nederland ging op 1 januari 2023 de helmplicht in, in navolging van alle andere Europese landen waar de snorfiets voorkomt. De snorfiets dient voorzien te zijn van een blauwe kentekenplaat (bij een andere bromfiets is deze geel). Voor het besturen van een snorfiets dient men ten minste een rijbewijs AM te bezitten, dit kan vanaf zestien jaar. Een WA-verzekering is verplicht. De maximale snelheid die men met een snorfiets mag rijden, is 25 kilometer per uur. Verder gelden voor snorfietsers vaak de verkeersregels die ook voor fietsers gelden. Men mag echter niet met een snorfiets met zijn tweeën naast elkaar rijden. Ook mag er op onverplichte fietspaden alleen met een uitgeschakelde motor worden gereden. Dit geldt niet voor een snorfiets met een elektromotor. Net als voor andere bestuurders is het verboden om mobiel te bellen als men een snorfiets bestuurt.

### Plaats op de weg

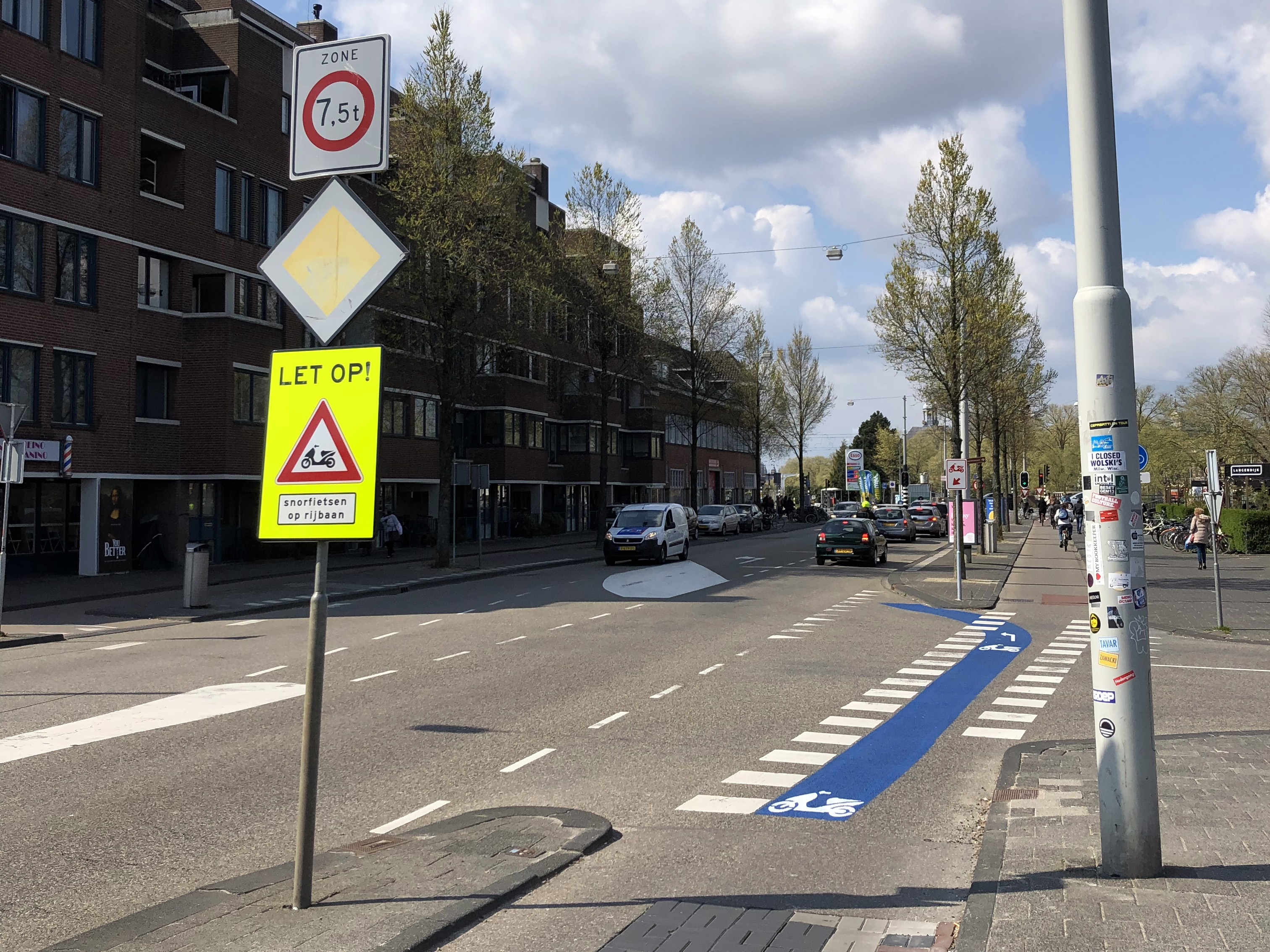
Tijdelijke blauwe wegmarkering voor snorfietsers om naar de rijbaan te gaan in Amsterdam

De snorfietser dient gebruik te maken van het verplichte fietspad als dat er is.
In het Besluit van 6 juni 2018 tot wijziging van het Besluit administratieve bepalingen inzake het wegverkeer en het RVV 1990 ter invoering van de mogelijkheid snorfietsers in bepaalde gevallen te verplichten van de rijbaan gebruik te maken (lokale scheiding fiets en snorfiets) wordt echter geregeld dat de wegbeheerder bij verkeersbesluit kan bepalen dat de snorfiets op bepaalde plaatsen op de rijbaan moet rijden. Dit wordt aangegeven met een onderbord onder het bord voor het verplichte fietspad. Op de plaatsen waar het besluit geldt is er voor de snorfietser een helmplicht.
Het Verkeersbesluit Snorfiets naar de rijbaan met helmplicht te Amsterdam van de gemeente Amsterdam past het bovengenoemde besluit sinds 8 april 2019 op veel plaatsen toe en wel op wegen met drukke en smalle fietspaden, behalve op de belangrijkste doorstroomwegen, de zogenaamde autocorridors.

## Situatie in België
Een snorfiets wordt in België aangeduid als bromfiets klasse A. Deze dient voorzien te zijn van een kentekenplaat. Het dragen van een helm is verplicht, een rijbewijs is echter niet vereist.